# Correntes do marxismo
As principais correntes do marxismo são a social-democracia, o bolchevismo e o esquerdismo. Cada uma delas irá dar uma determinada definição de marxismo, irá conceber de forma diferente o materialismo histórico e da luta de classes.
Outras correntes poderiam ser citadas, mas parte são derivadas das três principais citadas acima ou são produto de uma fusão delas, tal como o trotskismo, stalinismo, maoísmo, autonomismo, conselhismo, luxemburguismo, bordiguismo, e inúmeras outras.

## Principais correntes do marxismo

### Social-democracia
A social-democracia, também chamada de reformismo e revisionismo surge no final do século XIX, e teve como grandes pensadores Eduard Bernstein e Karl Kautsky.
Esta tendência buscava rever algumas teses de Marx e Engels, tal como a questão do capitalismo, a passagem para o socialismo via processo eleitoral e gradual, entre outros elementos, apresentando uma influência de Darwin e Kant.

### Bolchevismo
O leninismo apresentou uma visão de marxismo que condenava a social-democracia e propunha a revolução violenta ao invés do gradualismo, mas posteriormente foi no seu desenvolvimento histórico, tornando esta postura mais flexível. Também sistematizou o chamado materialismo dialético e uma concepção política expressa na "teoria do partido de vanguarda", um complemento à teoria da luta de classes de Marx que colocava o partido comunista como vanguarda da classe operária.
Com a vitória dos bolcheviques e a conquista do poder do Estado, bem como a formação da Terceira Internacional, o marxismo-leninismo se tornou a corrente hegemônica do marxismo, e se espalhou pelo mundo através da chamada bolchevização dos partidos comunistas.

### Esquerdismo
O esquerdismo é uma corrente composta por diversas tendências, sendo as principais o conselhismo e o bordiguismo. Ambas as tendências surgiram no início do século XX.
Os principais representantes teóricos do conselhismo foram Karl Korsch, Anton Pannekoek, Otto Rühle, Paul Mattick, Hermann Gorter, entre outros. A partir das experiências proletárias nas revoluções do início deste século na Rússia, Alemanha, Hungria, Itália, entre outros, defenderam os conselhos operários como forma de organização proletária e revolucionária que deveriam ser os órgãos de autogestão social da futura sociedade comunista. Combateram tanto a social-democracia quanto o bolchevismo.
O bordiguismo teve como grande representante Amadeo Bordiga, militante italiano que desenvolveu vários estudos sobre o capitalismo.